# Myrmarachne decorata
Myrmarachne decorata är en spindelart som beskrevs av Eduard Reimoser 1927. Myrmarachne decorata ingår i släktet Myrmarachne och familjen hoppspindlar. Inga underarter finns listade i Catalogue of Life.